# Les Marionnettes
Les Marionnettes est un tableau réalisé par le peintre français Jean-Honoré Fragonard en 1775-1778. De format horizontal, cette peinture à l'huile sur toile est une scène de genre qui représente dans un style rococo des jeunes femmes et leurs enfants assistant à un spectacle de marionnettes dans un parc arboré. L'œuvre est conservée depuis 2022 au Louvre Abou Dabi, à Abou Dabi, aux Émirats arabes unis.